# Batalla dels Països Baixos
La batalla dels Països Baixos forma part de les batalles lliurades durant la batalla de França durant els inicis de la Segona Guerra Mundial. La batalla va començar el 10 de maig de 1940 i va acabar una setmana després, amb la rendició del govern neerlandès davant l'Alemanya Nazi. Si bé gran part de l'exèrcit neerlandès estava intacte en el moment de la rendició, la destrucció de Rotterdam per bombarders alemanys va forçar la prematura capitulació, amb la condició d'evitar que altres ciutats neerlandeses sofrissin el mateix destí que Rotterdam.

## Antecedents
Després de la Invasió de Polònia el 1939, Gran Bretanya i França van declarar la guerra a Alemanya, però res va passar al Front Occidental durant aquest període. Per aquest motiu, va ser batejat com la Guerra de broma. Els Països Baixos per la seva banda havien ignorat el rearmament alemany i no havien pres cap mesura per preparar la guerra.
A causa de la inexistència de línies defensives importants als Països Baixos, tant el bàndol aliat com el bàndol de l'Eix van mirar els Països Baixos i Bèlgica com la millor ruta per atacar el seu oponent. Malgrat les contínues insistències aliades que aquests dos països s'unissin al bàndol aliat, van mantenir la seva neutralitat, fins i tot després que els belgues obtinguessin els plànols de l'atac alemany, on quedava clara la intenció d'envair França, en passar per Bèlgica.
França, per la seva banda, va considerar respectar la neutralitat de Bèlgica i dels Països Baixos fins a l'estiu de 1941, època en què pensava llançar una important ofensiva contra Alemanya, que finalment mai va realitzar-se.
Després de la invasió de Dinamarca i Noruega, ambdós països neutrals, el govern neerlandès va començar a prendre mesures defensives i preparar-se per un eventual assalt aerotransportat, però la majoria de la població creia de manera ingènua que tant els aliats com Alemanya havien de respectar la seva neutralitat com van fer a la Primera Guerra Mundial.

## Preparació neerlandesa
Des del principi es va considerar que una batalla contra Alemanya mai podria ser guanyada pels Països Baixos que van recórrer a la seva neutralitat en lloc d'explotar el seu potencial defensiu. Aquesta inacció contrastava amb les activitats de rearmament alemanyes que a inicis de la guerra comptava amb bombarders Stuka, rifles d'assalt, tancs, etc. D'aquesta manera, en iniciar la guerra, els cossos blindats als Països Baixos eren gairebé inexistents, i els rifles eren de fabricació anterior a la Primera Guerra Mundial.
L'escassetat d'armes era un dels principals problemes dels Països Baixos, per tant només es van poder formar 8 divisions i una divisió motoritzada. En contrast Bèlgica, amb menor població, tenia 22 divisions. En 1939 el govern neerlandès va intentar canviar la situació però va trobar-se que la Gran Bretanya i França no volien vendre armes, en part com a represàlia per no unir-se al seu bàndol. Alemanya òbviament no volia vendre armament al país que pensava envair. El govern neerlandès no va recórrer a la Unió Soviètica perquè no reconeixia el seu govern. Quant a fortificacions defensives, els Països Baixos no posseïen fortaleses modernes com la d'Eben-Emael a Bèlgica, les seves línies defensives es basaven en gran part en files de bosses de sorra, útils el 1914, però obsoletes el 1940.
A causa de l'escassetat d'artilleria, de força aèria, de fortaleses modernes, la inexistència de tancs i el mediocre entrenament de les tropes neerlandeses, no s'ha gaire d'estranyar-se que els generals alemanys pronostiquessin conquerir els Països Baixos en un dia.
Gran part de la defensa dels Països Baixos depenia de la Línia d'Aigua, creada al segle xvii i òbviament obsoleta el 1940. Sense deixar-se desanimar, els neerlandesos la van moure una mica més a l'est al segle xix. El 1940 van col·locar llocs de guàrdia. La Línia d'aigua estava col·locada de manera que els sòls davant d'ella podien ser fàcilment inundats, per a convertir el camp de batalla en un fangar. L'àrea darrere de la línia va ser anomenada ingènuament vesting Holland (Fortalesa Holanda), es va planejar inicialment replegar-se a aquesta zona davant la invasió alemanya, amb l'esperança que aquest país només ocuparia les províncies del sud necessàries per envair Bèlgica i deixaria la resta dels Països Baixos en pau.
Quan la guerra es va tornar imminent, els neerlandesos van construir la Línia Grebbe que havia protegir les àrees no protegides per la Línia d'Aigua. No cal dir que aquesta nova línia defensiva no va influir gaire sobre el desenvolupament de la batalla.
Després que Noruega i Dinamarca foren envaïdes, els Països Baixos es van preparar per a un possible atac de paracaigudistes sobre La Haia i Rotterdam. Aquesta va ser una de les poques accions encertades que es van dur a terme per evitar la invasió.

## Estratègia alemanya
Inicialment la intenció d'Alemanya era d'ocupar les zones dels Països Baixos necessàries per a l'assalt sobre Bèlgica i França, però la insistència del cap de la  Luftwaffe Hermann Goering de capturar les bases aèries neerlandeses per a la futura batalla d'Anglaterra va obligar a considerar la conquesta total dels Països Baixos.
Per descomptat, mai es va considerar de vital importància la captura dels Països Baixos, ja que si l'atac sobre Bèlgica era solament un atac de diversió, era normal esperar que no s'assignessin gaires tropes a la conquesta de la primera. Per tant, el 18è exèrcit alemany, el més feble dels exèrcits alemanys va ser designat per a la batalla. Aquest exèrcit només posseïa quatre divisions regulars d'infanteria, mentre que les altres tres divisions eren de reserva. La gran majoria dels soldats no tenia experiència de combat i ni entrenament suficient.
En adonar-se de la baixa qualitat de les tropes destinades a l'ofensiva, se'ls va assignar a més l'única divisió de cavalleria alemanya i diverses divisions Schutzstaffel, entre les quals hi havia la Divisió SS Leibstandarte SS Adolf Hitler.
No obstant això, la superioritat alemanya no era suficient per assegurar una ràpida victòria, per la qual cosa es va recórrer a la 7a Divisió de Paracaigudistes i a la 22a Divisió d'Infanteria Aerotransportada. L'objectiu seria baixar a La Haia i capturar diversos importants personatges del govern, entre els quals s'incloïa l'Alt Comandament neerlandès i la reina Guillemina I dels Països Baixos. De fet alguns oficials van prendre classes de protocol real per preparar-se per al moment de detenir a la casa reial neerlandesa. Conscients que l'assalt aerotransportat sobre la Haia podia fracassar, es va preparar la 9a Divisió Panzer amb 141 tancs per evacuar les tropes de la ciutat. Alhora va planificar-se que dues divisions ataquessin la Línia Grebbe.

## L'ofensiva
La matinada del 10 de maig de 1940, avions alemanys van creuar el cel neerlandès però van passar de llarg fins al Canal. Els neerlandesos van creure que els avions es dirigien cap a Gran Bretanya, però els esquadrons van fer mitja volta sobre el Canal i van tornar a les bases neerlandeses i destruir a la majoria de la Força Aèria dels Països Baixos a terra.
Immediatament després les forces aerotransportades van ser llançades des Dj 52, però el foc antiaeri neerlandès va aconseguir abatre uns 275 d'aquests aparells durant tota la batalla. Aquesta va ser el primer senyal del fracàs alemany a la Haia. Els paracaigudistes no van poder capturar a temps l'aeroport, de manera que quan els avions alemanys amb soldats a bord van començar a aterrar van ser destruïts pels pocs carros armats que tenien els Països Baixos. Immediatament va ser suspès l'aterratge a l'aeroport original i els avions van començar a aterrar on podien en quedar les tropes disperses. Eventualment els paracaigudistes van prendre l'aeroport, però quan van arribar els reforços neerlandesos, els alemanys van haver de fugir.
A Rotterdam la situació va ser diferent, els paracaigudistes van trobar seriosa resistència, però en aterrar més i més soldats, els defensors neerlandesos van ser superats. Tots els ponts importants van ser ocupats.
L'intent alemany d'ocupar ponts sobre el Nieuwe Maas va consistir a disfressar neerlandesos voluntaris, pertanyents al Partit Nazi neerlandès, com policies portant soldats alemanys com a presoners de guerra, amb la finalitat d'enganyar als equips de detonació de ponts neerlandesos. Si bé la majoria d'intents va fracassar i alguns equips de captura van explotar juntament amb els ponts. Un pont en particular va ser ocupat, que va permetre que un tren descarregués soldats alemanys darrere de les línies defensives neerlandeses.

## Batalla

### Maig 10
Al matí del 10 de maig de 1940 els neerlandesos van despertar amb el so de l'aviació alemanya solcant el cel. L'Alemanya nazi havia començat a executar el Pla Groc i atacar els Països Baixos, Bèlgica, França i Luxemburg: en el cas dels Països Baixos, sense prèvia declaració de guerra.
Durant la nit la Luftwaffe va violar l'espai aeri neerlandès, el va travessar i va desaparèixer per l'oest per donar als neerlandesos la impressió que es dirigien directament a Gran Bretanya, però els esquadrons alemanys van donar la volta al cel del Mar del Nord, girant a l'est de nou per dur a terme un atac sorpresa sobre els aeròdroms neerlandesos. Molts avions van ser destruïts a terra. Els escassos avions neerlandesos que van aconseguir enlairar-se van abatre tretze avions alemanys, però la majoria van ser destruïts durant la lluita.
Just a continuació, els paracaigudistes van aterrar. Les bateries antiaèries neerlandeses van poder abatre nombrosos avions de transport Dj-52; les dades oficials es van perdre posteriorment, però s'estima que uns 275 avions van ser abatuts.
L'atac sobre la Haia va acabar en fracàs. Els paracaigudistes no van aconseguir capturar l'aeròdrom principal, Ypenburg, a temps de permetre l'aterratge segur de les tropes d'infanteria en els Junkers. Els Landsverks van destruir les dues primeres onades de Junkers i matar la majoria dels seus ocupants. Quan la pista d'aterratge va quedar bloquejada per les restes d'avions destrossats, les següents onades van avortar l'aterratge i van provar de buscar alternatives, de vegades en desembarcadar els seus soldats en prats o en platges. Així van ocasionar la dispersió de les tropes. El camp auxiliar d'Ockenburg va demostrar-se ineficaç, per què encara estava en plena construcció. Finalment, els paracaigudistes van ocupar Ypenburg, però van ser immediatament atacats. Un regiment complet d'infanteria estava estacionat als voltants de l'aeròdrom, i amb suport de l'artilleria va dispersar els alemanys en unes hores. L'aeròdrom de Valkenburg va ser així mateix reconquerit, el que va obligar la resta de tropes aerotransportades a buscar refugi al poble proper.
L'atac sobre Rotterdam va reeixir millor. Primer, 12 hidroavions, que transportaven 120 homes, van prendre terra al centre de la ciutat, i van desplegar grups d'assalt que van conquistar l'antiga Willemsbrug per establir caps de pont sobre el Nieuwe Maas. Llavors, l'aeròdrom militar de Waalhaven, situat al sud de la ciutat a l'illa de  IJsselmonde, va ser atacat per forces aerotransportades. Un batalló d'infanteria estava emplaçat aquí, però tan proper a les pistes que els paracaigudistes van aterrar enmig de les seves posicions. Una confusa lluita va succeir a continuació. Una primera onada de Junkers va ser parcialment destruïda, però aquesta vegada els transports van continuar aterrant malgrat les baixes. Al final, els defensors neerlandesos van ser aixafats. Les tropes alemanyes, augmentant en nombre sense parar, van començar a moure cap a l'est per prendre contacte amb els paracaigudistes que havien d'ocupar els altres dos ponts de vital importància. A l'Illa de Dordrecht, el pont va ser capturat, però a la ciutat la guarnició va aguantar. Els grans ponts de Moerdijk sobre l'extens estuari del Diep, connectant les illes amb la província del Brabant del Nord van ser capturats, establint caps de pont fortificades en ambdós marges. A la localitat de Moerdijk es van cometre crims de guerra, quan sis oficials capturats van ser executats en negar les seves tropes a rendir-se.
Els alemanys van provar d'ocupar intactes els ponts sobre l'IJssel i el Maas en utilitzar comandaments que van començar a infiltrar-se en la frontera neerlandesa el 8 de maig. La nit del 10 de maig, van aproximar-se als ponts: uns pocs homes de cada equip van disfressar-se amb uniformes de la policia militar neerlandesa i van simular que traslladaven un grup de presoners alemanys, i intentaven confondre els grups neerlandesos encarregats de dinamitar els ponts. Alguns d'aquests "policies militars" van ser neerlandesos reals, membres del moviment  Nationaal-Socialistische Beweging, el parti nazi neerlandès. La majoria d'aquests intents van fallar, com que els ponts finalment van ser destruïts (en dues ocasions amb els comandaments inclosos). La principal excepció va ser el pont de ferrocarril de Gennep. Immediatament, un tren militar el va creuar, va travessar la Posició Peel-Raam Mill i va desplegar un batalló d'infanteria darrera de la línia defensiva.
Els neerlandesos van publicar els informes sobre els soldats alemanys disfressats en les agències internacionals de notícies. Això va causar una gran por a la cinquena columna, especialment a Bèlgica i França. No obstant això, i a diferència de la situació que es va produir després en aquests dos països, als Països Baixos no es va produir cap èxode massiu de refugiats civils. Generalment, els soldats alemanys es van comportar amb correcció amb la població neerlandesa, formaven ordenades cues a les botigues per comprar béns difícils d'adquirir a Alemanya a causa del racionament, com la xocolata.
Després dels fallits assalts als ponts, les divisions alemanyes van iniciar intents d'encreuament sobre els rius IJssel i Maas. Les primeres onades van ser generalment rebutjades, a causa d'un insuficient desgast previ de les fortificacions. Un bombardeig posterior va destruir aquests punts forts, el que va permetre a les divisions d'infanteria travessar el riu després de construir pontons, però, en algunes zones, com a Venlo, l'intent va ser rebutjat amb èxit.
Fins i tot abans de l'arribada del tren armat, cossos del 3er Exèrcit s'havien retirat de la posició Peel-Raam i portar amb si tota l'artilleria, tot i que cada regiment va deixar un batalló preparat darrere seu, amb catorze "batallons fronterers", com força de cobertura, anomenada la "Divisió Peel". Els cossos es van unir a sis batallons que ja ocupaven la línia Waal-Linge i reforçar així de nou la posició: però, en posar-se si mateixa en una situació en la qual no podria tenir posteriorment influència en la batalla, un quart de l'exèrcit va quedar, a efectes pràctics, convertit en una força irrellevant.
La Divisió Lleugera, amb base a Vught, va ser l'única reserva mòbil de la qual l'exèrcit neerlandès va disposar. Va decidir-se que efectués un contraatac contra les tropes aerotransportades alemanyes desembarcades a IJsselmonde. Els seus regiments van marxar sobre els ponts dels rius Maas i Waal, per girar llavors al vespre a l'esquerra a través de l'Alblasserwaard, aconseguint el riu Noord, que separava aquest pòlder d'IJsselmonde. Allà van descobrir que l'únic pont, construït el 1939, havia estat deixat sense vigilància pels paracaigudistes, simplement perquè els alemanys desconeixien la seva existència a causa de la no actualització dels mapes. Es va decidir però posposar un intent d'encreuament fins l'endemà, quan l'artilleria hagués sigut preparada per donar-li suport. Ni tan sols va establir-se un cap de pont.
Mentrestant, al capvespre del 10 de maig, els primers efectius de la Primera Divisió Mecanitzada Lleugera francesa havien començat a arribar als Països Baixos. Aquesta divisió era la part del 7è Exèrcit Francès desplegat més al nord, la seva missió era assegurar la comunicació entre els Països Baixos i el port d'Anvers.

### Maig 11

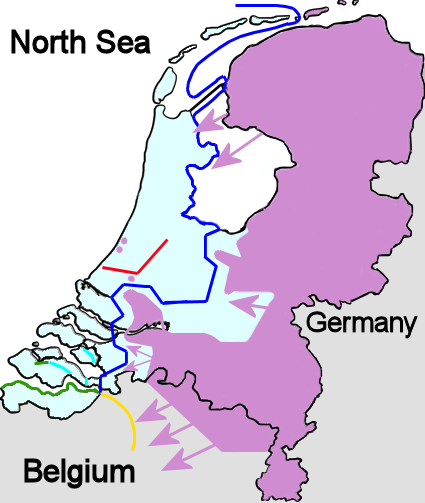
Situació neerlandesa just abans del Bombardeig de Rotterdam.
'Llegenda:
Localització de les línies de defensa neerlandeses i àrees amb presència de tropes neerlandeses.
Línia neerlandesa de defensa fortificada contra carros de combat.
Defenses neerlandeses en Zeelandia.
Línia belga de defensa
Defenses franceses als Països Baixos
Posició de les tropes alemanyes, així com àrea sota el seu control.

Unitats de l'exèrcit alemany ja havien aconseguit la part sud de la línia Grebbe al vespre del dia 10. Aquesta secció no havia estat inundada i, per tant, estava protegida per una línia de llocs d'avantguarda coberts per un batalló d'infanteria. Cap a dos quarts del matí del dia 11, l'artilleria alemanya va començar a bombardejar els llocs, seguida a l'alba per un atac a càrrec del regiment de les SS Der Führer. Superats en nombre i inadequadament armats, el batalló va resistir com va poder, però cap al vespre tots els llocs avançats estaven en mans alemanyes. Un contraatac nocturn neerlandès va fracassar, sobretot per causa del foc amic de tropes neerlandeses no informades de l'avanç.
En finalitzar el dia 10, al Brabant del Nord es va donar l'ordre de retirada des de la posició Peel-Raam al Zuid-Willemsvaart, un canal alguns quilòmetres més a l'oest. Això va suposar abandonar posicions ben preparades, així com artilleria i metralladores pesades. A més, el marge llevant del canal era més alta que la del ponent, de manera que els defensors no podien veure els atacants. Un sector del costat oest va quedar-se sense defensa; atès que aquest sector contenia un pont que no va ser demolit, els alemanys van aconseguir amb facilitat tallar en dues la posició al canal Zuid-Willemsvaart; cap al final del dia 11, el van travessar per tot arreu.
L'atac planejat a càrrec de la Divisió Lleugera va quedar també en va. En un curt període, el pont sobre el riu Noord havia estat preparat per a la defensa pels paracaigudistes alemanys, i es va demostrar infranquejable. Diversos intents de travessar el riu en pots també van fallar, i, ja a la tarda, la Divisió Lleugera va rebre ordres de desplaçar-se a l'Illa de Dordrecht, on va arribar a la nit.
Més d'hora, aquest dia, es van realitzar intents de creuar l'Oude Maas a Dordrecht i Barendrecht. No hi va haver suport artiller i els atacs van ser duts a terme de manera indecisa, per la qual cosa tots van fallar. Les unitats de reconeixement de la Primera Divisió Mecanitzada Lleugera francesa van intentar un atac al pont de Moerdijk, però van haver de retirar-se en ser atacats per l'aviació alemanya.
A Rotterdam, malgrat importants reforços, els neerlandesos no van aconseguir desallotjar els paracaigudistes alemanys del seu cap de pont a la riba nord del Maas. Tot i haver rebut ordres de fer-ho del General Student, el comandant alemany va refusar evacuar la posició, i malgrat els bombardejos a càrrec dels dos bombarders neerlandesos restants, els paracaigudistes alemanys van resistir. Van mantenir així mateix la posició al voltant de la Haia, on cap dels intents d'eliminar els aïllats paracaigudistes va tenir èxit.

## Els primers dies
L'optimisme neerlandès va prevaler durant els primers tres dies de la batalla, principalment a causa que la velocitat dels esdeveniments impedia disposar d'informació objectiva i completa. Tanmateix, la població estava convençuda que, en cas d'atac, el Regne Unit i França vindrien al rescat en uns pocs dies i empenyerien els alemanys de tornada al seu país. Els britànics i els francesos no van arribar. L'exèrcit francès va avançar a través de la frontera belgo-neerlandesa, però va ser obligat a retirar-se cap a Duinkerke alguns dies després. Si bé hi va haver alguns petits èxits neerlandesos, els alemanys van avançar a gran velocitat.

## Els últims dies
El 14 de maig la situació neerlandesa semblava haver millorat: encara que els alemanys ocupaven la majoria del territori, les ciutats principals i el gruix de la població estaven encara sota control neerlandès. L'avanç alemany va ser detingut al Kornwerderzand (una línia de llocs avançats situada a l'Afsluitdijk i impossible de sobrepassar), els paracaigudistes alemanys resistents van ser eliminats o envoltats i els panzer alemanys semblaven haver estat detinguts en el sud, a Rotterdam. Els neerlandesos no eren els únics a adonar-se de la situació. L'Alt Comandament Alemany i el mateix Hitler estaven preocupats. Hitler, que havia planejat l'atac als Països Baixos al costat de Von Manstein, temia que els britànics desembarquessin a la costa neerlandesa i empressin els aeròdroms neerlandesos per atacar Alemanya, i per això ha exigit que els Països Baixos foren derrotats en pocs dies.

## El final
Es va enviar un ultimàtum als defensors de Rotterdam poc després. Se'ls comminava a capitular immediatament, en cas de negativa, serien bombardejats. Quan l'oficial neerlandès tornava de signar la capitulació, de sobte un enorme grup de bombarders alemanys va fer la seva aparició, tot i els intents d'avís mitjançant bengales per cancel·lar l'atac (el perquè la formació no havia rebut l'ordre d'avortar la missió continua sent un tema controvertit), i encara que un grup va retornar a la base, l'altre gran grup va continuar i va bombardejar Rotterdam. Prop de 900 persones van morir i la ciutat va patir enormes danys, sobretot a causa dels incendis.
Enfrontat a un nou ultimàtum que amenaçava la destrucció tant d'Utrecht com d'Amsterdam, el comandant en cap  General Winkelman, enfonsat per les notícies de la destrucció de Rotterdam i conscient que els britànics i els francesos no podrien ajudar-lo, va decidir que les vides de la població civil eren més importants que allargar la lluita uns pocs dies més. Va decidir de rendir-se, amb l'excepció de la província de Zelanda, on la lluita va continuar per tal de donar a les tropes franceses el temps necessari per a la seva retirada. Les línies de defensa de Bath i de Zanddijk van tallar en dues la part defensora per la seva naturalesa geogràfica (envoltada de canals) i l'illa de Walcheren tenia una línia addicional de defensa en els estrets de Sloe. Això permetia a les tropes franceses i neerlandeses alentir l'avanç enemic, encara que no per molt de temps. Sense suport aeri significatiu, les línies de Bath i Zanddijk van caure ràpidament. Només Walcheren i Flandes zelandès van quedar a mans neerlandeses, el que va permetre una ajustada evacuació de les tropes a través del port de Vlissingen i per terra cap a Bèlgica.
Walcheren va caure quan la Luftwaffe va iniciar bombardejos massius sobre Middelburg, la capital de la província. No obstant això, la batalla de Zelanda pot ser considerada un èxit dels aliats, ja que va aconseguir el seu objectiu: l'evacuació de les seves tropes.. Zelanda es donava ja per perduda, donada la seva falta de defenses. No formava pas part de la Fortalesa Holanda i la seva posició fronterera amb Bèlgica, també a punt de caure.

## Conseqüències
Després de la derrota neerlandesa, la reina Guillemina I va establir un govern a l'exili a Londres. L'ocupació alemanya va començar oficialment el 17 de maig de 1940. Haurien de passar cinc anys, durant els quals més de 250.000 neerlandesos van morir, abans que el país recuperés la seva llibertat.